# 3649 Гвіллерміна
3649 Гвіллерміна (3649 Guillermina) — астероїд головного поясу, відкритий 26 квітня 1976 року.
Тіссеранів параметр щодо Юпітера — 3,196.